# استان ججو
استان ججو (به کره‌ای: 제주도) یکی از ۹ استان کشور کره جنوبی است.
این استان در ۱ ژوئیه سال ۲۰۰۶ میلادی، به عنوان اولین استان در کره به «استان خودمختار ویژه» (به کره‌ای: 특별자치도، teukbyeoljachido) ارتقاء یافت.

## آب و هوا
این جزیره دارای آب و هوای اقیانوسی ملایم است که در طی سال کمترین بازه تغییرات دما را در بین شهرهای کره جنوبی دارد. دمای این جزیره در گرمترین فصل سال در تابستان بیش از ۳۵٫۸ درجه سانتیگراد و در زمستان در سردترین زمان کمتر از ۲٫۳- درجه سانتیگراد نمی‌شود.

## تاریخچه پیدایش

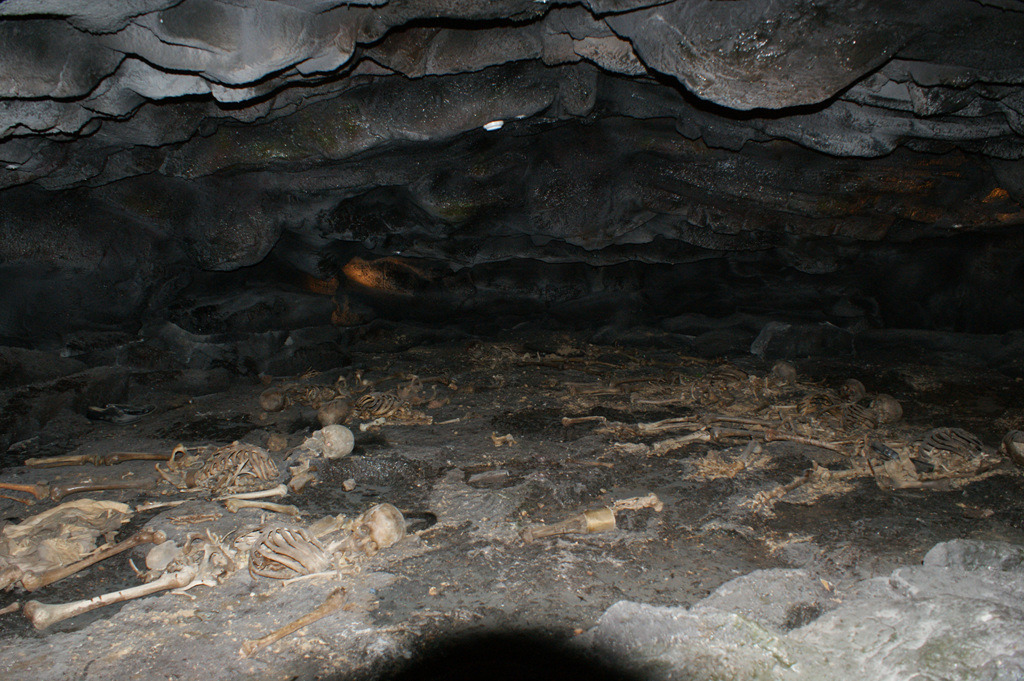
غار دارانگ‌شی در ججو

این جزیره ۷۰۰ تا ۱۲۰۰ هزار سال قبل با فوران گدازه‌های یک آتشفشان از زیر آب‌های اقیانوس به وجود آمده‌است. پس از آن در حدود ۱۰۰ تا ۳۰۰ هزار سال قبل با فوران یک آتشفشان دیگر کوه هالا (Halla) به وجود آمد. آخرین آتشفشان که حدود ۲۵ هزار سال پیش فوران کرد باعث به وجود آمدن دریاچه دهانه، و سد Baekrok در قله کوه شد.
در حال حاضر قله هالاسان در وسط جزیره قرار گرفته‌است و با ارتفاع ۱۹۵۰ متری بالاترین نقطه جزیره می‌باشد. بقیه جزیره در واقع دامنه‌های پایینی این کوه است که با سنگ خاکستری تیره آتشفشانی و خاک خاکستر آتشفشان پوشیده شده‌است.

## نگارخانه

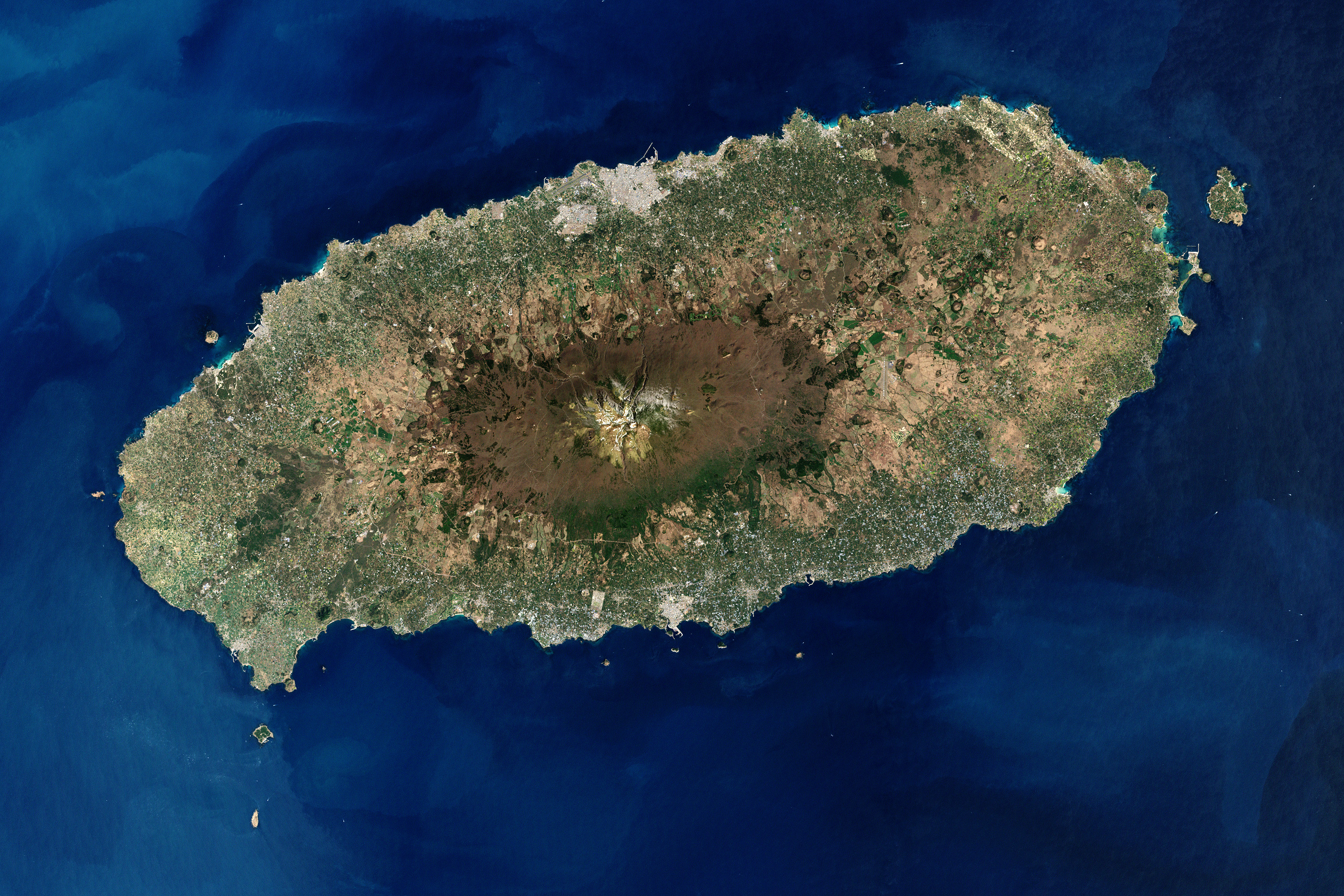
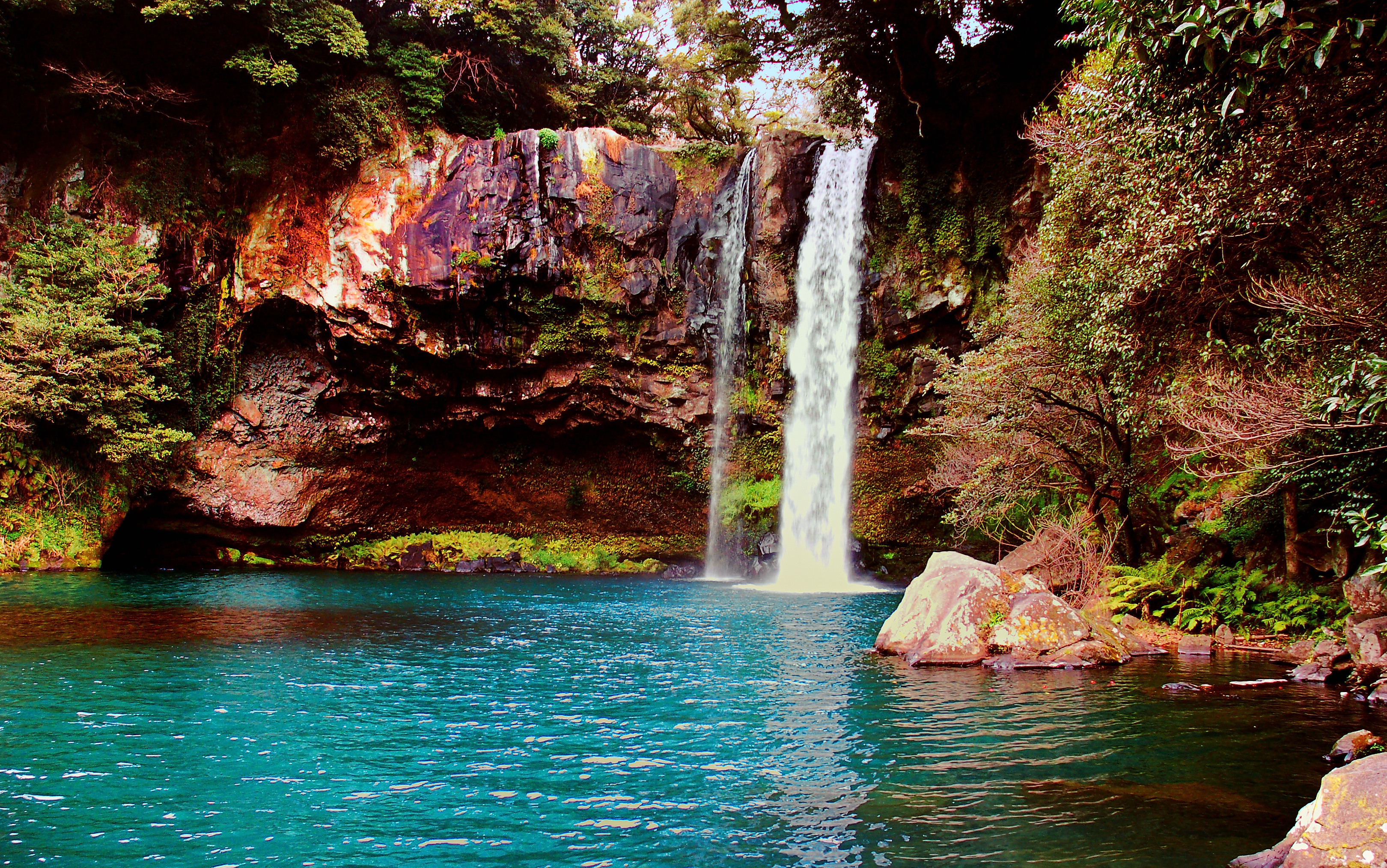
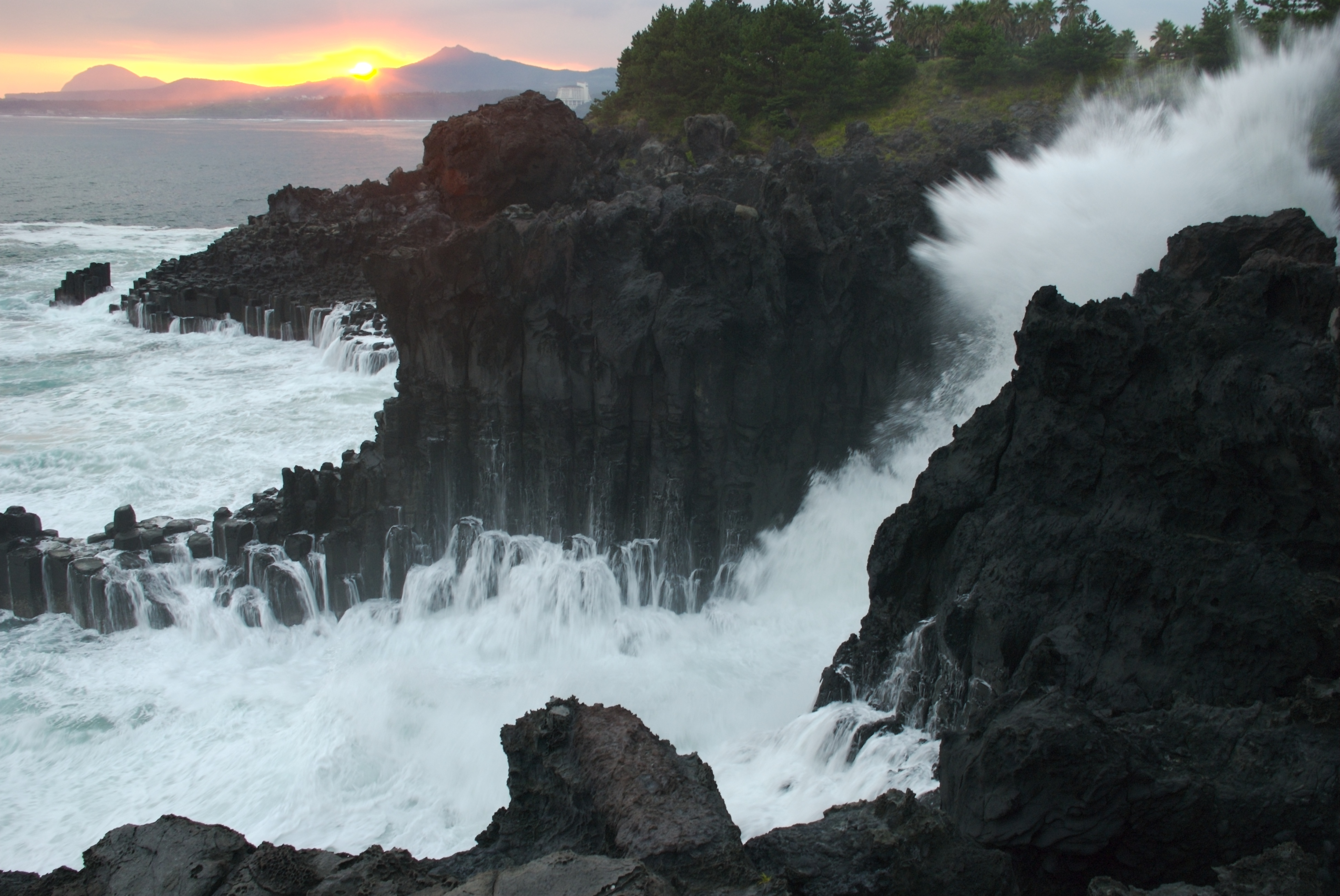
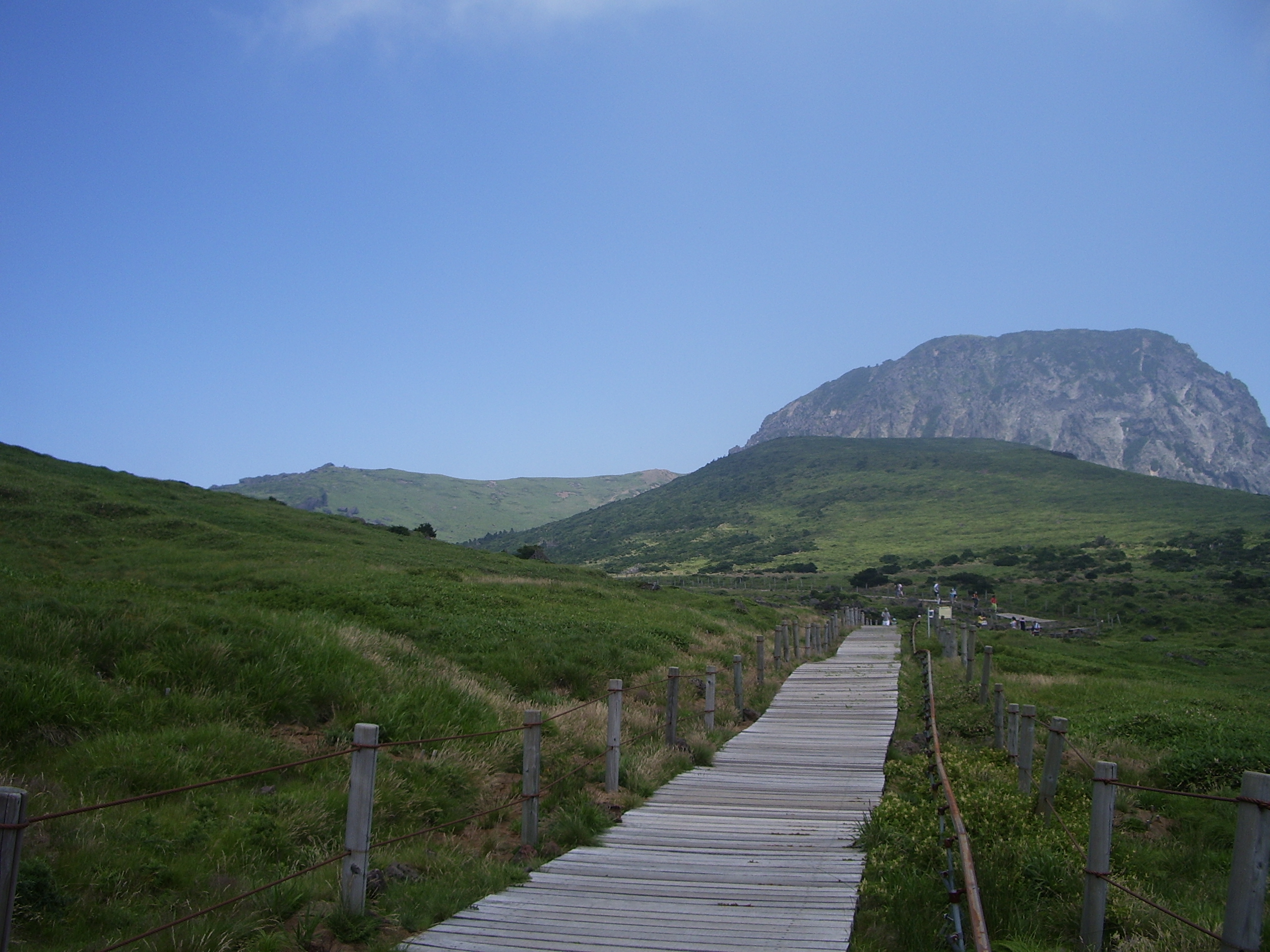

## جستارهای وابسته

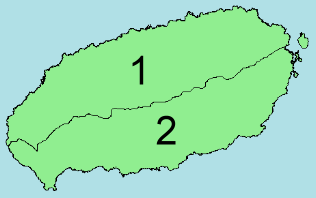

پرچم سابق ججو-دو